# Fariha
Fariha è una suddivisione dell'India, classificata come nagar panchayat, di 5.809 abitanti, situata nel distretto di Firozabad, nello stato federato dell'Uttar Pradesh. 